# Prosopocoilus inquinatus nigripes
Prosopocoilus inquinatus nigripes (Boileau, 1905) es una subespecie de coleóptero de la familia Lucanidae.

## Distribución geográfica
Habita en la Península de Malaca, Vietnam, Tíbet, Kachin, Vietnam, Tailandia y Pakistán.